# Архангельск — Астрахань

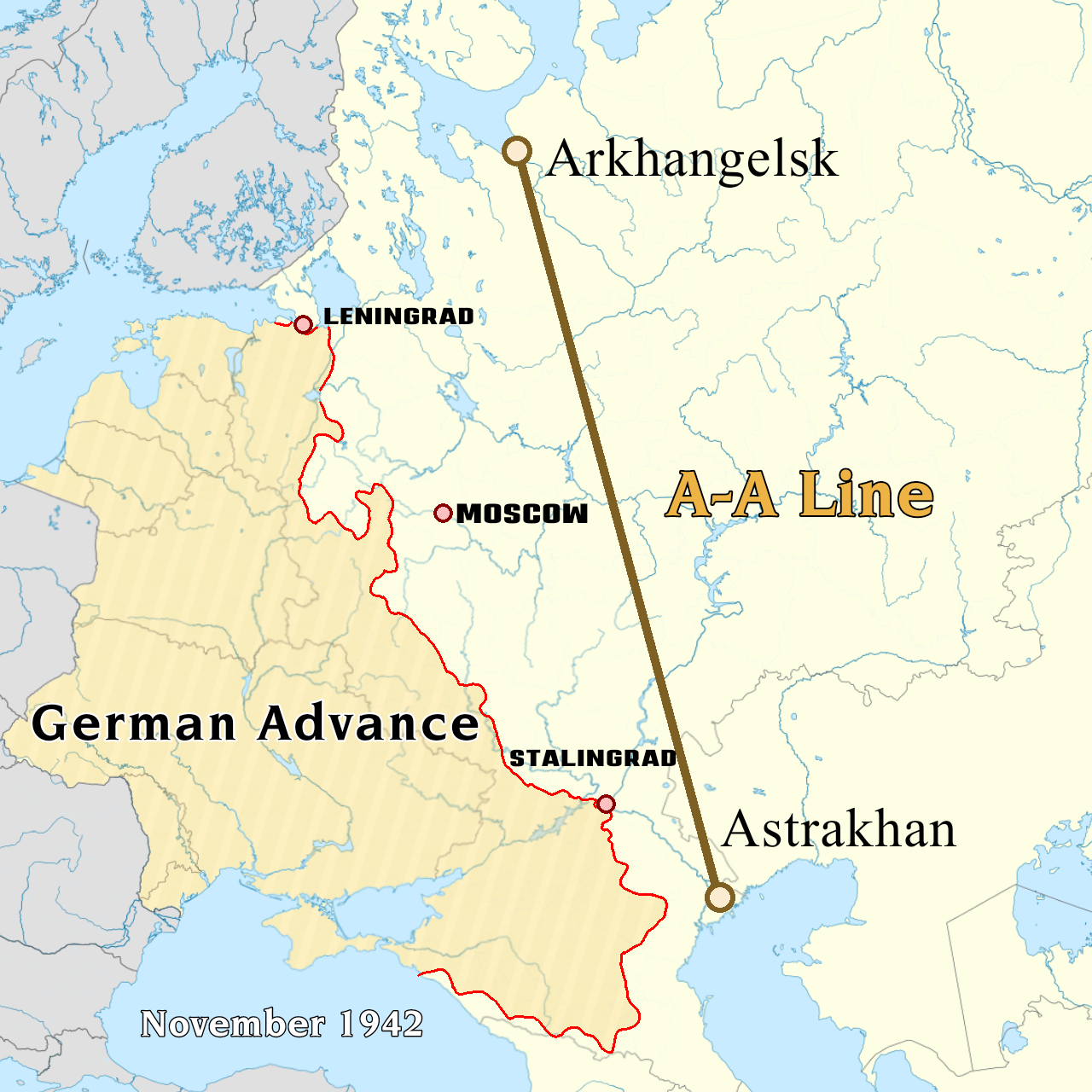
Линия А—А на фоне линии фронта в ноябре 1942 года

Архангельск — Астрахань (нем. AA-Linie; также «А—А») — стратегический рубеж выхода немецких войск, установленный в плане «Барбаросса» для организации заграждений от «Азиатской России». Также линия могла стать временной восточной границей Нацистской Германии в случае победы Вермахта над Красной армией.

## Планы Гитлера
Адольф Гитлер рассчитывал достичь означенного рубежа за 8—10 недель (до распутицы осени 1941). Генри Пикер утверждал, что фюрер вынашивал планы о создании некого аналога Великой Китайской стены — восточного вала по линии Архангельск — Астрахань.
Предполагалось, что за линией будет находиться ослабленная десоветизированная Россия, куда, в соответствии с планом «Ост», будут выселяться «излишки» населения с оккупированных территорий. С немецкой стороны границы должны были располагаться рейхскомиссариаты — «Московия», «Украина» (границы которой доходили бы на востоке до нижней Волги и включали города Саратов, Сталинград) и «Кавказ» (включающий Астрахань — административный центр немецкой Калмыкии).
Некоторые исследователи вопроса полагают, что впоследствии планировалось, после того как Германия оккупирует европейскую часть страны, окончательно «добить» СССР и сомкнуться с Японской империей по реке Енисей.

## Два месяца, спасительные для СССР

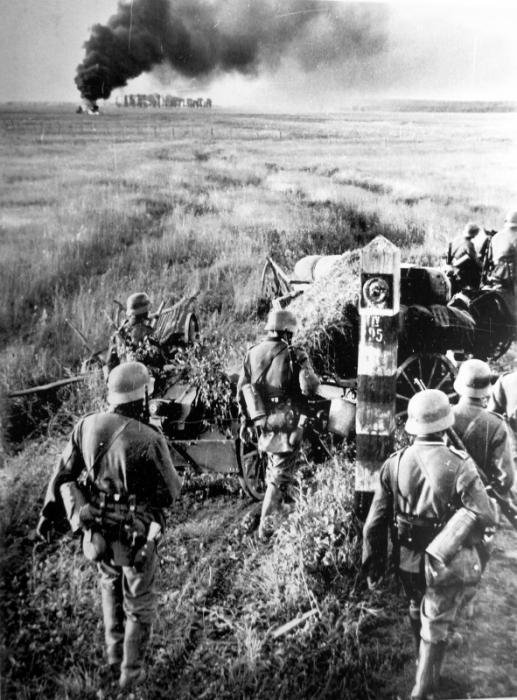
Силы вермахта пересекают границы Советского Союза 22 июня 1941 года

Разработка плана нападения Германии на СССР велась по указанию Гитлера с июля 1940 года. К этому времени Германия в Западной Европе оккупировала Австрию, Чехию, Данию, Норвегию, Бельгию, Нидерланды, Люксембург, западные территории разделённой Польши, а также нанесла поражение Франции, оккупировав часть её территории. Германии удалось кардинально изменить стратегическую ситуацию в Европе, вывести из войны Францию и изгнать с континента британскую армию. Однако в течение последующей битвы за Англию немецкой авиации не удалось достичь господства в воздухе, необходимого для проведения десантной операции на Британские острова. Весной 1941 года Германия была вынуждена оккупировать Югославию ввиду произошедшего там государственного переворота и срочно спасать положение своих итальянских союзников в Греции — по сути, эти вынужденные военные операции на Балканах примерно на два месяца отсрочили вторжение в СССР вооружённых сил европейской коалиции стран «оси», в которую к июню 1941 года, помимо Германии, входили: Италия, Венгрия, Румыния, Болгария, Словакия, Хорватия и Финляндия. Тем самым, эти два месяца отсрочки осуществления операции «Барбаросса» оказались совершенно спасительными для СССР.
Несмотря на значительные успехи немецкой армии и стремительное бегство РККА в период блицкрига летом и осенью 1941 года, планы полного сокрушения и разгрома СССР всё-таки были сорваны советскими войсками, когда немецкая «военная машина» увязла в боях и осадах ключевых точек, оказавшись у стен Москвы в период осенней распутицы и наступления холодов в конце октября и начале ноября 1941 (а не в тёплое время года, конца августа и начала сентября, если бы вторжение состоялось на два месяца раньше), когда подоспели и вступили в противостояние с врагом такие естественные союзники России, как «генерал Слякоть» и «генерал Мороз» и Красная армия в итоге ценой невероятных усилий смогла отстоять свою столицу. Считается, что Вермахту удалось частично выйти на означенный рубеж лишь в районе Сталинграда летом 1942 года.